# Graco (consular)
Graco (em latim: Gracchus) foi um oficial romano do século V, ativo durante o reinado do imperador Honório (r. 395–423). Talvez pode ser associado a Árrio Mécio Graco e talvez era descendente de Fúrio Mécio Graco e Graco. Em 397, foi consular da Campânia e em 415 foi prefeito urbano de Roma.